# Ophiocentrus crassuspinosus
Ophiocentrus crassuspinosus är en ormstjärneart som beskrevs av Cherbonnier och Guille 1978. Ophiocentrus crassuspinosus ingår i släktet Ophiocentrus och familjen trådormstjärnor.
Artens utbredningsområde är Madagaskar. Inga underarter finns listade i Catalogue of Life.